# À Noite Logo se Vê
À noite logo se vê é um livro do escritor português Mário Zambujal, publicado em 2013 pela editora Clube do Autor .